# José dos Santos Garcia
José dos Santos Garcia SMP (* 16. April 1913 in Aldeia do Souto bei Covilhã, Portugal; † 11. Dezember 2010 in Covilhã) war römisch-katholischer Ordensgeistlicher und Bischof von Porto Amélia.

## Leben
José dos Santos Garcia trat der portugiesischen Missionsgesellschaft von Boa Nova (Missionários dà „Boa Nova“ SMP) bei und empfing am 25. Juli 1938 die Priesterweihe. Er war Professor für Mathematik, Bürgermeister und Subregens des Priesterseminars der Cernache Bonjardim. 1955 ging er als Missionar in die damalige portugiesische Kolonie Mosambik. Er baute in der Diözese Nampula eine Kirche, Internate und ein Gesundheitszentrum auf.
Am 5. April 1957 ernannte ihn Papst Pius XII. zum ersten Bischof des am 5. April 1957 aus dem Bistum Nampula heraus gegründeten Bistums Porto Amélia (ab 1976 Bistum Pemba) in Mosambik. Die Bischofsweihe spendete ihm der Erzbischof von Lourenço Marques, Teodósio Clemente Kardinal de Gouveia, am 16. Juni 1957; Mitkonsekratoren waren der Bischof von Nampula, Manuel de Medeiros Guerreiro und der Bischof von Quelimane, Francisco Nunes Teixeira.
José dos Santos Garcia war Konzilsvater der zweiten, dritten und vierten Sitzungsperiode des Zweiten Vatikanischen Konzils.
1975, im Jahr der Unabhängigkeit Mosambiks von Portugal, wurde seinem Rücktrittsgesuch durch Papst Paul VI. stattgegeben. Dos Santos Garcia kehrte, wie die meisten Portugiesen, nach Portugal zurück und wurde 2006 mit der Goldenen Plakette der Stadt Covilhã ausgezeichnet.